# Taiyutyla napa
Taiyutyla napa är en mångfotingart som beskrevs av Shear 1971. Taiyutyla napa ingår i släktet Taiyutyla och familjen Conotylidae. Inga underarter finns listade i Catalogue of Life.